# Club Deportivo Credicoop San Cristóbal
El Credicoop San Cristóbal fue un club de fútbol peruano del Distrito de Samegua, Provincia de Mariscal Nieto. Fue fundado en 2017. Su mejor participación en ese torneo fue en la edición 2021 donde terminó en tercer lugar.

## Historia
El Credicoop San Cristóbal fue fundado el 8 de marzo de 2017, es propiedad de la Cooperativa de Ahorro y Crédito CREDICOOP, esta empresa tiene varios equipos participando en la Copa Perú, la mayoría de ellos en el sur del Perú.
Fue campeón de la liga distrital de Samegua, campeón de la Provincia de Mariscal Nieto y campeón departamental de Moquegua el 2018 y 2019.
En la Copa Perú 2022 llegó hasta la Etapa Nacional donde fue eliminado en la primera fase al terminar en el puesto 40 de la tabla general con 5 puntos. A partir del año siguiente dejó de participar en torneos oficiales.

## Uniforme
- Uniforme titular: Camiseta amarilla, pantalón verde, medias amarilla.
- Uniforme alternativo: Camiseta blanca, pantalón blanco, medias amarilla.

#### Uniforme titular
| 2018 | 2019 | 2021 |

#### Uniforme alternativo
| 2018 | 2019 | 2021 |

### Indumentaria y patrocinador
| Periodo           | Proveedor          |
| ----------------- | ------------------ |
| 2017 - 2018- 2019 | Crack Sport        |
| 2021 - 2022       | Shumawa Sport Wear |

| Periodo     | Patrocinador              |
| ----------- | ------------------------- |
| 2017 - 2022 | COOPAC CREDICOOP Arequipa |

## Estadio
El club juega de local en el Estadio 25 de Noviembre de propiedad del Instituto Peruano del Deporte.

## Entrenadores
- José Carlos Amaral (2014-2015)
- Lizandro Barbarán (2018)
- Erick Torres (2019)
- Luis Flores Villena (2020)
- Luis Flores Villena (2021)
- Leonardo Morales Bazán (2022)

## Palmarés

### Torneos regionales
| Competición regional                    | Títulos                 | Subcampeonatos |
| --------------------------------------- | ----------------------- | -------------- |
| Liga Departamental de Moquegua (4/0)    | 2017, 2018, 2019, 2022. |                |
| Liga Provincial de Mariscal Nieto (2/0) | 2018, 2019,             |                |
| Liga Distrital de Samegua (2/0)         | 2018, 2019.             |                |

- Datos: Q16838262